# Deportes Colina
Il Deportes Colina è una società calcistica cilena, con sede a Colina. Milita nella Segunda División Profesional, la terza serie del calcio cileno.

## Storia
Fondato nel 2014, non ha mai vinto trofei nazionali.

## Giocatori celebri
- Gerson Martínez
- Alexis Norambuena
- Sebastián Toro